# Vanraure Hachinohe
Maillots
Actualités
Le Vanraure Hachinohe FC (ヴァンラーレ八戸FC, Vanrāre Hachinohe Efushī) est un club japonais de football basé à Hachinohe dans la préfecture d'Aomori. Fondé en 2006, Le club évolue en J.League 3 depuis 2019.

## Historique
Le Vanraure Hachinohe est créé en 2006, à la suite de la fusion du Hachinohe Industry SC (八戸工業サッカークラブ, Hachinohe kōgyō sakkā kurabu) et du Nango FC (南郷FC, Nangō Efushī). Le club rejoint la division 2 nord de la ligue du Tohoku de football (en) (5e division japonaise) et à partir de 2008 vise le J1 League. Le séisme de 2011 de la côte Pacifique du Tōhoku force les sections nord et sud de la division 2 de la ligue du Tohoku à fusionne et le Vanraure gagne la première place du championnat des deux sections combinées. En 2012, de retour dans la division 2 nord, le club gagne la seconde place du championnat face au FC Ganju Iwate (en), mais remporte les éliminatoires de promotion face au Cobaltore Onagawa (en), ce qui permet aux deux clubs d'être promus en division 1 de la ligue du Tohoku.
Avec l'introduction de la J3 League planifié en 2014, le club a demandé pour être membre associé de la J.League (en) en juin 2013, demande qui est approuvée en septembre de la même année. Leur stade n'a finalement pas rempli les critères de qualifications et leur licence a dû attendre jusqu'en juin de l'année suivante.
La création de la J3 League en 2014 a laissé plusieurs places disponibles dans la JFL (devenue le quatrième échelon du football au Japon) et d'autres clubs hors de ceux ayant gagné la compétition de la ligue du Japon de football régional (en) devaient être sélectionnés. Le Vanraure a donc été accepté dans la JFL, faisant partie de quatre clubs promus par demande. En juillet 2015, le club gagne le championnat Apertura, mais perd en prolongations après une égalité pour la première place contre le Sony Sendai FC.
Le Vanraure Hachinohe est finalement promu en J3 League en 2018, après avoir obtenu la troisième place dans la JFL, derrière le Honda FC et le FC Osaka.

## Identité du club

### Nom du club
L'origine du mot Vanraure est une combinaison de deux mots italiens : derivante, signifiant origine, et australe, qui signifie austral, au sud. Cela fait référence au lieu de fondation du club, l'ancien village de Nango (ja), situé au sud de la ville. Hachinohe est le nom de la ville où est situé le club. 

### Identité visuelle
Le logo représente un calmar, spécialité locale à Hachinohe, tenant un ballon de football, sur un fond bleu, pour l'océan, et vert, couleur de Nango.

### Maillot
| Chronologie de l'uniforme à domicile | Chronologie de l'uniforme à domicile | Chronologie de l'uniforme à domicile | Chronologie de l'uniforme à domicile | Chronologie de l'uniforme à domicile |
| ------------------------------------ | ------------------------------------ | ------------------------------------ | ------------------------------------ | ------------------------------------ |
| 2018                                 | 2019                                 | 2020                                 | 2021                                 |                                      |
|                                      |                                      |                                      |                                      |                                      |

| Chronologie de l'uniforme extérieur | Chronologie de l'uniforme extérieur | Chronologie de l'uniforme extérieur | Chronologie de l'uniforme extérieur | Chronologie de l'uniforme extérieur |
| ----------------------------------- | ----------------------------------- | ----------------------------------- | ----------------------------------- | ----------------------------------- |
| 2018                                | 2019                                | 2020                                | 2021                                |                                     |
|                                     |                                     |                                     |                                     |                                     |

| Uniforme des gardiens de but | Uniforme des gardiens de but |
| ---------------------------- | ---------------------------- |
| Domicile                     | Extérieur                    |
|                              |                              |

### Mascotte
La mascotte de l'équipe est Vanta (ヴァン太, Vanta), qui ressemble à un calmar. La mascotte a été choisie après un vote en 2014.

## Palmarès
| Compétitions nationales                                 | Compétitions internationales |
| - Championnat du Japon de D4 (0) - Vice-champion : 2015 | - Néant                      |

## Joueurs et personnalités du club

### Entraîneurs
Le tableau suivant présente la liste des entraîneurs du club depuis 2006.
| Rang | Nom                 | Période   |
| ---- | ------------------- | --------- |
| 1    | Matsuichi Yamada    | 2010-2015 |
| 2    | Kazuhito Mochizuki  | 2015-2017 |
| 3    | Tetsuji Hashiratani | 2017-2018 |

| Rang | Nom             | Période   |
| ---- | --------------- | --------- |
| 4    | Masahiro Kuzuno | 2018-2019 |
| 5    | Atsuto Oishi    | 2019-2020 |

| Rang | Nom                | Période   |
| ---- | ------------------ | --------- |
| 6    | Masafumi Nakaguchi | 2020-2021 |
| 7    | Masahiro Kuzuno    | 2021-2022 |

| Rang | Nom               | Période     |
| ---- | ----------------- | ----------- |
| 8    | Ryo Shigaki       | 2022-2023   |
| 9    | Nobuhiro Ishizaki | depuis 2023 |

## Bilan saison par saison
Ce tableau présente les résultats par saison du Vanraure Hachinohe dans les diverses compétitions nationales et internationales depuis la saison 2019.
| Saison | Championnat | Championnat | Championnat | Championnat | Championnat | Championnat | Championnat | Championnat | Championnat | Championnat | Coupe du Japon | Coupe de la Ligue |
| Saison | Division    | Pos         | Pts         | J           | V           | N           | D           | BP          | BC          | Diff.       | Coupe du Japon | Coupe de la Ligue |
| ------ | ----------- | ----------- | ----------- | ----------- | ----------- | ----------- | ----------- | ----------- | ----------- | ----------- | -------------- | ----------------- |
| 2019   | J3 League   | 10e         | 49          | 34          | 14          | 6           | 14          | 49          | 42          | +7          | 3e tour        | -                 |
| 2020   | J3 League   | 15e         | 33          | 34          | 8           | 9           | 17          | 42          | 56          | -14         | -              | -                 |
| 2021   | J3 League   | 13e         | 29          | 28          | 7           | 8           | 13          | 24          | 44          | -20         | 3e tour        | -                 |
| 2022   | J3 League   | 10e         | 43          | 34          | 14          | 1           | 19          | 32          | 46          | -14         | 1er tour       | -                 |
| 2023   | J3 League   | 7e          | 56          | 38          | 15          | 11          | 12          | 49          | 47          | +2          | 1er tour       | -                 |
| 2024   | J3 League   | 11e         | 52          | 38          | 13          | 13          | 12          | 44          | 42          | +2          | 2e tour        | 1er tour          |
| Saison | Division    | Pos         | Pts         | J           | V           | N           | D           | BP          | BC          | Diff.       | Coupe du Japon | Coupe de la Ligue |
| Saison | Championnat |             |             |             |             |             |             |             |             |             | Coupe du Japon | Coupe de la Ligue |